# 이스라엘-팔레스타인 관계
이스라엘-팔레스타인 관계(아랍어: العلاقات الإسرائيلية الفلسطينية, 히브리어: יחסי ישראל-פלסטין)는 서아시아의 두 국가들의 정치, 경제, 사회적 관계를 의미한다.

## 상세

### 역사
본래 팔레스타인 지방은 고대 시절에 가나안, 또는 남부 레반트 지역으로 불리던 곳이다. 고대 이집트와 지리적으로 가까운 탓에, 이집트인들이 이곳에 처음 거주하였다. 고대 시절에는 시리아페니키아와 페니키아로 알려진 곳이다. 이스라엘 왕국이 이곳에 세워졌으며, 북이스라엘 왕국과 유다 왕국이 이곳에서 융성하였다.
그 이후에는 독자적인 세력보다는 아케메네스 제국, 마케도니아 왕국, 로마 제국 등이 이곳을 지배하였다. 로마 제국 시절 로마인들은 유대인들을 레반트 지역에서 쫓아냈으며, 이는 디아스포라를 초래하였다. 유대인들이 고향에서 추방되고, 이 지역에 아랍인들이 거주하게 되면서 오늘날의 팔레스타인인 인구를 형성한다.
동로마 제국 이후 우마이야 왕조 등 이슬람 제국이 이곳을 다스렸고, 십자군 전쟁 당시 이곳은 성지로 인식되며 예루살렘 왕국이 잠시 존속하였다. 예루살렘 왕국 멸망 이후 맘루크 술탄국과 오스만 제국이 이곳을 다스렸다.
근대적인 의미에서 이스라엘과 팔레스타인의 존재는, 제1차 세계 대전 당시 대영 제국과 적대국인 오스만 제국 지배 하에 있었던 팔레스타인 지방에 팔레스타인인과 유대인의 국가 건국에 대한 외교적 약속인 밸푸어 선언과 후세인-맥마흔 서한에 의해서다. 오스만 제국이 전쟁에서 패배하며 이곳은 영국의 위임통치령 지역이 되었다. 당시 영국은 오늘날의 이스라엘 지역과 트란스요르단 토후국을 다스렸다.
영국령 팔레스타인 시절, 팔레스타인령이 조금씩 유대화되면서 팔레스타인인들은 봉기를 일으켰다. 유럽 내 반유대주의가 강해지고, 국가사회주의 독일 노동자당의 등장에 따라 많은 수의 유럽 내 유대인들이 팔레스타인으로 망명 및 이주를 신청하였다. 아슈케나짐 및 세파르딤 유대인들이 오랜 디아스포라 끝에 고국으로 돌아오게 되었다. 그 후, 시온주의의 성향이 강해지는 가운데, 이스라엘은 1948년에 건국을 선포한다. 1948년 팔레스타인 전쟁은 이스라엘과 팔레스타인의 갈등을 알리는 신호탄이었다.
이스라엘의 건국 선포 이후 이스라엘의 존재를 인정하지 않는 아랍 국가들과 이스라엘 간 전쟁이 총 4차례 벌어졌는데, 아랍-이스라엘 분쟁은 현재 진행형이다. 이스라엘은 전쟁을 벌이면서 조금씩 영토를 확장하였고, 팔레스타인은 가자 지구와 요르단강 서안 지구만을 갖게 되었다. 이 과정에서 수많은 팔레스타인인들이 기존 거주지에서 쫓겨나면서, 이를 나크바(النكبة)라고 부른다. 이스라엘 정착촌 확장은 팔레스타인에서도 이를 저지하기 위해 팔레스타인 해방기구의 팔레스타인 해방군을 발족하여 이스라엘군과 전투를 벌였다. 가자 지구를 본거지로 삼는 하마스 또한 이스라엘군과 전투를 벌이고 있다.
이스라엘과 팔레스타인 간 평화 협상이 아예 없었던 것은 아니다. 미국의 빌 클린턴 대통령 재임 시절, 이츠하크 라빈 총리와 야세르 아라파트 정부수반 간 오슬로 협정을 체결하면서 평화 정착이 실현되는 것처럼 보였다. 그러나 이츠하크 라빈 총리에 대한 반대파의 암살과, 하마스의 폭탄 테러, 그리고 이스라엘 및 팔레스타인 내 오슬로 협정 반대파들이 득세하며 오슬로 협정은 좌초되었다.
21세기에 들어 발생한 가자 전쟁과 이스라엘-하마스 전쟁은 이스라엘과 팔레스타인 간 참혹한 전쟁의 양상을 보여주고 있다.

### 분쟁 해결
유엔 총회에서 이스라엘과 팔레스타인 분쟁을 해결하기 위해서 다양한 방법을 소개하고 이에 대하여 토론하였으나 가시적인 결과를 도출하는데는 실패하였다. 이러한 방안들 중 하나가 바로 두 국가 해법(Two state solution)이다. 두 국가 해법은 말 그대로 이스라엘과 팔레스타인을 국가로 승인하며, 전쟁을 끝내기 위한 조치 중 하나이다. 그러나 두 국가 해법을 실행하기 위해서는 부분적으로 미승인 국가인 팔레스타인에 대하여 국가승인이 이뤄져야 하는데, 이는 현실적으로 이뤄지기 어렵다.

### 문화
유대인과 팔레스타인인의 조상은 셈족이다. 남부 레반트 지역은 민족과 종교적으로 매우 복합적인 지역으로, 아랍인, 유대인, 사마리아인, 야지디, 드루즈가 거주하던 지역이다.

## 같이 보기
- 팔레스타인의 대외 관계
- 이스라엘의 대외 관계
- 밸푸어 선언
- 후세인-맥마흔 서한